# Nubhotepti
Nubhotepti (nb-ḥtp.tỉ, „Az arany [=Hathor istennő] elégedett”) ókori egyiptomi királyné a XIII. dinasztia idején, talán Hór felesége. Csak pecsétekről, szkarabeuszokról és egy Szemnában talált szoborról ismert. Amennyiben Hór felesége, úgy az ő fia lehetett a Hórt követő két uralkodó, Habau és Dzsedheperu közül valamelyik, esetleg mindketten, mert róluk feltételezhető, hogy Hór fiai voltak. Lehetséges, hogy az ő lánya volt Nubhoteptikhred hercegnő, akinek sírját Hór sírja mellett találták meg; a hercegnő nevében a khred gyermeket jelent, ami utalhat arra, hogy anyját Nubhoteptinek hívták.
Címei: Nagy királyi hitves (ḥm.t-nỉswt wr.t), Aki egy a fehér koronával (ẖnm.t nfr-ḥḏ.t), A király felesége (ḥm.t-nỉswt), A király anyja (mwt-nỉswt). A két előbbi és a két utóbbi cím különböző forrásokból származik (a két utóbbi szerepel a szkarabeuszokon), így elméletileg elképzelhető, hogy két különböző személyről van szó, de lehetséges, hogy ugyanarról, élete más-más szakaszában.